# 7.ª etapa del Giro de Italia 2021
La 7.ª etapa del Giro de Italia 2021 tuvo lugar el 14 de mayo de 2021 entre Notaresco y Térmoli sobre un recorrido de 181 km y fue ganada al esprint por el australiano Caleb Ewan del equipo Lotto Soudal. El húngaro Attila Valter consiguió mantener el liderato.

## Clasificación de la etapa
| Notaresco - Termoli | etapa llana | (181 km) |

| \| Clasificación de la etapa \| Clasificación de la etapa \| Clasificación de la etapa \| Clasificación de la etapa \| Clasificación de la etapa \| \| Ciclista \| Ciclista \| Equipo \| Tiempo \| \| \| ------------------------- \| ------------------------- \| ---------------------------------- \| ------------------------- \| ------------------------- \| \| 1.º \| Caleb Ewan \| Lotto-Soudal \| 4 h 42 min 12 s \| \| \| 2.º \| Davide Cimolai \| Israel Start-Up Nation \| + 0 s \| \| \| 3.º \| Tim Merlier \| Alpecin-Fenix \| + 0 s \| \| \| 4.º \| Matteo Moschetti \| Trek-Segafredo \| + 0 s \| \| \| 5.º \| Andrea Pasqualon \| Intermarché-Wanty-Gobert Matériaux \| + 0 s \| \| \| 6.º \| Fernando Gaviria \| UAE Team Emirates \| + 0 s \| \| \| 7.º \| Dylan Groenewegen \| Jumbo-Visma \| + 0 s \| \| \| 8.º \| Max Kanter \| Team DSM \| + 0 s \| \| \| 9.º \| Filippo Fiorelli \| Bardiani CSF Faizanè \| + 0 s \| \| \| 10.º \| Juan Sebastián Molano \| UAE Team Emirates \| + 0 s \| \| |                       |                                    |                 |
| |                       |                                    |                 |
| Fuente: ProCyclingStats |                       |                                    |                 |
| Clasificación de la etapa |                       |                                    |                 |
| Ciclista | Ciclista              | Equipo                             | Tiempo          |
| 1.º | Caleb Ewan            | Lotto-Soudal                       | 4 h 42 min 12 s |
| 2.º | Davide Cimolai        | Israel Start-Up Nation             | + 0 s           |
| 3.º | Tim Merlier           | Alpecin-Fenix                      | + 0 s           |
| 4.º | Matteo Moschetti      | Trek-Segafredo                     | + 0 s           |
| 5.º | Andrea Pasqualon      | Intermarché-Wanty-Gobert Matériaux | + 0 s           |
| 6.º | Fernando Gaviria      | UAE Team Emirates                  | + 0 s           |
| 7.º | Dylan Groenewegen     | Jumbo-Visma                        | + 0 s           |
| 8.º | Max Kanter            | Team DSM                           | + 0 s           |
| 9.º | Filippo Fiorelli      | Bardiani CSF Faizanè               | + 0 s           |
| 10.º | Juan Sebastián Molano | UAE Team Emirates                  | + 0 s           |

## Clasificaciones al final de la etapa
- Las clasificaciones finalizaron de la siguiente forma:[2]

### Clasificación general(Maglia Rosa)
| \| Clasificación general \| Clasificación general \| Clasificación general \| Clasificación general \| Clasificación general \| \| Ciclista \| Ciclista \| Equipo \| Tiempo \| \| \| --------------------- \| --------------------- \| ---------------------- \| --------------------- \| --------------------- \| \| 1.º \| Attila Valter \| Groupama-FDJ \| 26 h 59 min 18 s \| \| \| 2.º \| Remco Evenepoel \| Deceuninck-Quick Step \| + 11 s \| \| \| 3.º \| Egan Bernal \| Ineos Grenadiers \| + 16 s \| \| \| 4.º \| Aleksandr Vlásov \| Astana-Premier Tech \| + 24 s \| \| \| 5.º \| Louis Vervaeke \| Alpecin-Fenix \| + 25 s \| \| \| 6.º \| Hugh Carthy \| EF Education-Nippo \| + 38 s \| \| \| 7.º \| Damiano Caruso \| Bahrain Victorious \| + 39 s \| \| \| 8.º \| Giulio Ciccone \| Trek-Segafredo \| + 41 s \| \| \| 9.º \| Daniel Martin \| Israel Start-Up Nation \| + 47 s \| \| \| 10.º \| Simon Yates \| BikeExchange \| + 49 s \| \| |                  |                        |                  |
| |                  |                        |                  |
| Fuente: ProCyclingStats |                  |                        |                  |
| Clasificación general |                  |                        |                  |
| Ciclista | Ciclista         | Equipo                 | Tiempo           |
| 1.º | Attila Valter    | Groupama-FDJ           | 26 h 59 min 18 s |
| 2.º | Remco Evenepoel  | Deceuninck-Quick Step  | + 11 s           |
| 3.º | Egan Bernal      | Ineos Grenadiers       | + 16 s           |
| 4.º | Aleksandr Vlásov | Astana-Premier Tech    | + 24 s           |
| 5.º | Louis Vervaeke   | Alpecin-Fenix          | + 25 s           |
| 6.º | Hugh Carthy      | EF Education-Nippo     | + 38 s           |
| 7.º | Damiano Caruso   | Bahrain Victorious     | + 39 s           |
| 8.º | Giulio Ciccone   | Trek-Segafredo         | + 41 s           |
| 9.º | Daniel Martin    | Israel Start-Up Nation | + 47 s           |
| 10.º | Simon Yates      | BikeExchange           | + 49 s           |

### Clasificación por puntos(Maglia Ciclamino)
| Clasificación por puntos | Clasificación por puntos | Clasificación por puntos    | Clasificación por puntos | Clasificación por puntos |
| Ciclista                 | Ciclista                 | Equipo                      | Puntos                   |                          |
| ------------------------ | ------------------------ | --------------------------- | ------------------------ | ------------------------ |
| 1.º                      | Caleb Ewan               | Lotto-Soudal                | 106 pts                  |                          |
| 2.º                      | Tim Merlier              | Alpecin-Fenix               | 83 pts                   |                          |
| 3.º                      | Giacomo Nizzolo          | Qhubeka Assos               | 76 pts                   |                          |
| 4.º                      | Elia Viviani             | Cofidis                     | 69 pts                   |                          |
| 5.º                      | Davide Cimolai           | Israel Start-Up Nation      | 66 pts                   |                          |
| 6.º                      | Peter Sagan              | Bora-Hansgrohe              | 57 pts                   |                          |
| 7.º                      | Fernando Gaviria         | UAE Team Emirates           | 42 pts                   |                          |
| 8.º                      | Matteo Moschetti         | Trek-Segafredo              | 42 pts                   |                          |
| 9.º                      | Filippo Tagliani         | Androni Giocattoli-Sidermec | 39 pts                   |                          |
| 10.º                     | Filippo Fiorelli         | Bardiani CSF Faizanè        | 39 pts                   |                          |

### Clasificación de la montaña(Maglia Azzurra)
| Clasificación de la montaña | Clasificación de la montaña | Clasificación de la montaña        | Clasificación de la montaña | Clasificación de la montaña |
| Ciclista                    | Ciclista                    | Equipo                             | Puntos                      |                             |
| --------------------------- | --------------------------- | ---------------------------------- | --------------------------- | --------------------------- |
| 1.º                         | Gino Mäder                  | Bahrain Victorious                 | 26 pts                      |                             |
| 2.º                         | Geoffrey Bouchard           | AG2R Citroën Team                  | 18 pts                      |                             |
| 3.º                         | Vincenzo Albanese           | Eolo-Kometa                        | 16 pts                      |                             |
| 4.º                         | Rein Taaramäe               | Intermarché-Wanty-Gobert Matériaux | 13 pts                      |                             |
| 5.º                         | Matej Mohorič               | Bahrain Victorious                 | 10 pts                      |                             |
| 6.º                         | Alessandro De Marchi        | Israel Start-Up Nation             | 10 pts                      |                             |
| 7.º                         | Francesco Gavazzi           | Eolo-Kometa                        | 9 pts                       |                             |
| 8.º                         | Simon Pellaud               | Androni Giocattoli-Sidermec        | 9 pts                       |                             |
| 9.º                         | Egan Bernal                 | Ineos Grenadiers                   | 8 pts                       |                             |
| 10.º                        | Simone Ravanelli            | Androni Giocattoli-Sidermec        | 8 pts                       |                             |

### Clasificación de los jóvenes(Maglia Bianca)
| Clasificación del mejor joven | Clasificación del mejor joven | Clasificación del mejor joven | Clasificación del mejor joven | Clasificación del mejor joven |
| Ciclista                      | Ciclista                      | Equipo                        | Tiempo                        |                               |
| ----------------------------- | ----------------------------- | ----------------------------- | ----------------------------- | ----------------------------- |
| 1.º                           | Attila Valter                 | Groupama-FDJ                  | 26 h 59 min 18 s              |                               |
| 2.º                           | Remco Evenepoel               | Deceuninck-Quick Step         | + 11 s                        |                               |
| 3.º                           | Egan Bernal                   | Ineos Grenadiers              | + 16 s                        |                               |
| 4.º                           | Aleksandr Vlásov              | Astana-Premier Tech           | + 24 s                        |                               |
| 5.º                           | Daniel Felipe Martínez        | Ineos Grenadiers              | + 1 min 06 s                  |                               |
| 6.º                           | Tobias Foss                   | Jumbo-Visma                   | + 1 min 53 s                  |                               |
| 7.º                           | Jai Hindley                   | Team DSM                      | + 3 min 29 s                  |                               |
| 8.º                           | Gino Mäder                    | Bahrain Victorious            | + 3 h 30 min 00 s             |                               |
| 9.º                           | Harold Tejada                 | Astana-Premier Tech           | + 4 h 13 min 00 s             |                               |
| 10.º                          | João Almeida                  | Deceuninck-Quick Step         | + 4 h 49 min 00 s             |                               |

### Clasificación por equipos"Súper team"
| Clasificación por equipos | Clasificación por equipos | Clasificación por equipos | Clasificación por equipos |
| Equipo                    | Equipo                    | Tiempo                    |                           |
| ------------------------- | ------------------------- | ------------------------- | ------------------------- |
| 1.º                       | Bahrain Victorious        | 80 h 59 min 58 s          |                           |
| 2.º                       | Ineos Grenadiers          | + 39 s                    |                           |
| 3.º                       | Team BikeExchange         | + 2 min 48 s              |                           |
| 4.º                       | Trek-Segafredo            | + 3 min 48 s              |                           |
| 5.º                       | Deceuninck-Quick Step     | + 5 min 47 s              |                           |
| 6.º                       | EF Education-Nippo        | + 6 min 10 s              |                           |
| 7.º                       | Team DSM                  | + 12 min 55 s             |                           |
| 8.º                       | Movistar Team             | + 13 min 46 s             |                           |
| 9.º                       | Jumbo-Visma               | + 18 min 39 s             |                           |
| 10.º                      | Astana-Premier Tech       | + 21 min 25 s             |                           |

## Abandonos
- Domenico Pozzovivo no tomó la salida tras sufrir dos caídas en la etapa anterior.[3]